# Organización 501(c)
Una organización 501(c) es una organización sin ánimo de lucro de acuerdo con la ley federal de los Estados Unidos, y es uno de los 29 tipos de organizaciones sin ánimo de lucro exentas de algunos impuestos federales sobre la renta. Las secciones de la ley establecen los requisitos para obtener tales exenciones. Muchos estados se refieren a la sección 501(c) para definir las organizaciones que también están exentas de impuestos estatales. Las organizaciones 501(c) pueden recibir contribuciones ilimitadas de individuos, corporaciones y sindicatos. Por ejemplo, una organización sin fines de lucro puede estar exenta de impuestos bajo la sección 501(c) si sus actividades primarias son caritativas, religiosas, educativas, científicas, literarias, de seguridad pública, para fomentar el deporte, y para prevenir la crueldad contra los niños, o para prevenir la crueldad con los animales.

## Apartado (c)
501(c) es el apartado c del artículo 501 del código federal de los impuestos estadounidenses (Internal Revenue Code, IRC), instaurado en 1917. Especifica el listado de veintiocho tipos de asociaciones o de organizaciones sin ánimo de lucro que están exentos de ciertos impuestos federales sobre los ingresos en los Estados Unidos. Los artículos 503 a 505 fijan las condiciones requeridas para acceder a tales exenciones. Muchos de los Estados de la unión se refieren al apartado 501c para la clasificación de las asociaciones eximidas también de impuestos locales.

## Más de un millón de asociaciones
Existen 1,14 millones de asociaciones sin ánimo de lucro en los Estados Unidos y el sector no comercial representa un 8,5% por ciento del PIB (contra por ejemplo un 4,2% por ciento en Francia). Emplean a un 9,3% por ciento de la población activa, lo que constituye el récord del mundo. Los estadounidenses donan cada año 250 mil millones de dólares a las asociaciones sin ánimo de lucro y estas subvenciones se exoneran de impuestos. un 36% por ciento de las subvenciones se destinan a las distintas Iglesias, 13 van a la enseñanza, un 8,6% por ciento a la salud y un 5,4% por ciento a la cultura (o sea 13 mil millones de dólares). Los cines de arte y ensayo, las fundaciones, los ballets, las casas de ediciones universitarias son algunos ejemplos de asociaciones sin ánimo de lucro en el ámbito de la cultura.
Las asociaciones sin ánimo de lucro están dirigidas altruistamente por un consejo de administración (Board of Trustees). Sus miembros son a menudo donantes. Poseen amplios poderes y definen las misiones de la asociación. Se les encarga de aumentar los fondos.
La dotación financiera (en inglés: endowment) es parte de las fuentes de financiación de las asociaciones: se beneficia de una suma colocada en la bolsa de valores y solamente los intereses son los que se gastan cada año (working capital).

## Tipología jurídica de las asociaciones 501c
Este apartado contiene veintiocho párrafos que corresponden cada uno a un tipo de asociación sin ánimo de lucro tal como son definidos por la ley federal estadounidense:
- 501c1 : Las sociedades constituidas según las leyes del Congreso como el Federal Credit Union Act.
- 501c2 : Las corporaciones de tenencia de títulos para una organización exenta.
- 501c3 : Las fundaciones u otras organizaciones de caridad, beneficencia, religiosas, científicas, literarias o educativas, así como algunas asociaciones deportivas. Las universidades americanas están reguladas por este párrafo, así como algunas fundaciones privadas de los Estados Unidos (definidas por primera vez en la Tax Reform Act de 1969). El derecho estadounidense distingue entre las organizaciones no lucrativas y las organizaciones caritativas (charitable organizations). Aunque ambas están libres de imposición fiscal, solamente las organizaciones caritativas pueden recibir subvenciones y estar libres de impuestos. Entre estas últimas, la ley distingue a las public charities (por ejemplo las fundaciones comunitarias (en inglés: community foundations), tal como la Cleveland Foundation, de las fundaciones privadas (tal como la Fundación Rockefeller o la Fundación Wikimedia).
- 501c4 : Las asociaciones cívicas que promueven el bienestar social o asociaciones locales de asalariados, cuyo número de miembros se limita.
- 501c5 : Los sindicatos, organizaciones agrícolas ú hortícolas.
- 501c6 : Las asociaciones de comercio, de negocios, Cámaras de comercio.
- 501c7 : Los clubes de ocio.
- 501c8 : Las fraternidades, sociedades, órdenes o asociaciones fraternales que garantizan una ayuda financiera en caso de accidente, de enfermedad a sus miembros.
- 501c9 : Voluntary Employee Beneficiary Associations, estructuras de gestión de la protection social de los asalariados.
- 501c10 : Las asociaciones fraternales organizadas en gabinetes, de objetivo exclusivamente religioso, caritativo, científico, literario, educativo o fraternal.
- 501c11 : Los Fondos comunes que administran las jubilaciones de los profesores.
- 501c12 : Las asociaciones locales que administran los seguros de vida, compañías comunes de saneamiento, sociedades cooperativas de telefonía.
- 501c13 : Los servicios de enterramiento o cremación sin ánimo de lucro o destinados solamente a sus miembros.
- 501c14 : Las cooperativas de crédito.
- 501c15 : Las sociedades mutuas.
- 501c16 : Las asociaciones destinadas a la financiación de las operaciones agrícolas.
- 501c17 : Las asociaciones de asalaridos.
- 501c18 : Las cajas de jubilación para los asalariados, creadas antes del 25 de junio de 1959.
- 501c19 : Las asociaciones de veteranos militares.
- 501c20 : Las organizaciones que administran el servicios plano.
- 501c21 : Los organismos de caridad que lucha contra la neumoconiosis.
- 501c22 : Los fondos de pago de responsabilidad por retiro.
- 501c23 : Las asociaciones de veteranos militares creadas antes de 1880.
- 501c24 : Esta era una exención de impuestos del Servicio de Impuestos Internos (en inglés estadounidense: Internal Revenue Service) (IRS) que se aplicaba a los fideicomisos de beneficios de un solo empleador, descritos en la Ley de Ingresos de Jubilación de los Empleados de 1974. Esta disposición fue derogada por la Ley de Protección de las Pensiones de 2006.
- 501c25 : Los títulos de propiedad de sociedades anónimas o fideicomisos con múltiples socios.
- 501c26 : Los organismos subvencionados por el Estado que cubre los elevados riesgos para la salud.
- 501c27 : Los organismos subvencionados por el Estado de reaseguro de seguros de accidentes.
- 501c28 : Los organismos de jubilaciones de los ferrocarriles nacionales.
- 501c29 : Los emisores de seguros de salud cooperativos.

## Ámbito de aplicación del 501(c)(3)
Las excepciones 501(c)(3) se aplican a las empresas, y a cualquier organización, comunidad, cooperativa, asociación o fundación, organizada y operada exclusivamente para la práctica de la religión, organización caritativa, asociación científica, seguridad ciudadana, sociedad literaria, filantrópica o con un propósito encaminado a la educación, para fomentar la competición nacional o internacional y la práctica del deporte aficionado, promover las artes, o para la prevención de la crueldad con los niños, las mujeres y los animales.
También existen organizaciones de apoyo que a menudo se hace referencia en forma abreviada como "amigos de" organizaciones.